# Big Nothing
Pour plus de détails, voir Fiche technique et Distribution.
Big Nothing est un film britannique réalisé par Jean-Baptiste Andrea, sorti en 2006.

## Synopsis
À l'insu de sa femme policière, un professeur frustré et au chômage décide de prendre sa revanche sur la vie en s'associant avec un arnaqueur imprévisible et son ambitieuse ex-petite amie dans un plan de chantage « à toute épreuve ». Mais lorsque tout ne se passe pas comme prévu, ils découvrent vite que rien dans la vie n'est à toute épreuve et que tout à un prix.

## Fiche technique
- Titre original et français : Big Nothing
- Réalisation : Jean-Baptiste Andrea
- Production : Andras Hamori et Gabriella Stollenwerck
- Scénario : Jean-Baptiste Andrea et William Asher
- Musique : Alan Anton
- Montage : Daryl Jordan et Antoine Vareille
- Pays d'origine :  Royaume-Uni
- Société de production : Pathé Distribution
- Genre : Comédie noire, thriller
- Durée : 1 h 26
- Année de production : 2006
- Sortie DVD : 27 juin 2007

## Distribution
- David Schwimmer (VF : Michel Lasorne) : Charlie
- Simon Pegg (VF : Cédric Dumond) : Gus
- Natascha McElhone : Penelope
- Alice Eve : Josie
- Mimi Rogers (VFB : Francine Laffineuse) : madame Smalls
- Jon Polito (VFB : Michel de Warzée) : l'agent Hymes
- Billy Asher (VFB : Jean-Michel Vovk) : le député Garman
- Mitchell Mullen : le reverend Smalls
- Amber Rose Sealey (VFB : Dominique Wagner) : la superviseur du centre d'appels
- Sarah Edmondson : Isabella
- Olivia Peterson : Emily
- Colin Stinton : Max

## Version française
- Société de doublage : NDE Production
- Direction artistique : Antony Delclève
- Adaptation des dialogues : Frédéric Alameunière
- Enregistrement et mixage :